# 2886 Тінкапінґ
2886 Тінкапінґ (2886 Tinkaping) — астероїд головного поясу, відкритий 20 грудня 1965 року.
Тіссеранів параметр щодо Юпітера — 3,532.